# Castell de Torres (Torres de Segre)
El castell termenat de Torres era situat on avui hi ha Torres de Segre, població que té un origen defensiu dins la línia de fortaleses aturonades damunt el Segre en tot aquest sector.

## Història
El castell de Torres es troba esmentat per primer cop l'any 1133, abans de la conquesta de Lleida, en el testament sacramental de Guillem Dalmau de Cervera en què el deixava al seu net Guillem. Segons el discutit document «Termini antiqui civitatis Ilerde» Torres formava part de la ciutat de Lleida. El 1173, Guillem de Cervera reconeixia haver sostret il·lícitament els delmes de Castelldans, Gebut, Juneda, el castell de Torres «et omnium castrorum, almuniarum erorum que ibi fuerit». El 1227 Ramon de Cervera vengué per 9 000 morabatins d'or el castell i la vila de Torres de Segre i els seus drets sobre la séquia de Torres als mercaders llenguadocians Hug de Blumat, Pere Clavell i Guillem Hug de Tolosa. El condomini de les tres famílies passà per diverses mans fins que fou adquirit pel bisbe d'Osca Jaume Sarroca (fill natural de Jaume I), el qual deixà el castell i drets als templers de Gardeny (en el seu testament del 1289, amb l'obligació de pagar 3 000 sous jaquesos al monestir de Poblet). La comanda templera de Gardeny hi va establir la sots-comanda de Torres. Amb la desaparició de l'orde del Temple, el 1317 el lloc va passar als hospitalers que, el 1377, van fortificar el castell.
L'any 1660, el comanador Francesc Anglada manifestava, sobre el mal estat del castell, «que vuy tot està ab un mun per causa de les guerres del Principat...». El 1894, Madoz esmenta «una cárcel establecida en un departamento de la casa castillo...». Encara avui, vora el riu Segre, es poden veure restes del castell als fonaments d'algunes cases.

## El castell actual
Es tracta d'una construcció bàsicament residencial que va ser edificada pels hospitalers durant els segles XVII i XVIII, segons testimonien les dates existents en la clau d'una porta dovellada que dona a l'est i on es veu la creu de l'orde de l'Hospital amb la data de 1749. A la dreta, en una casa veïna mot reformada, hi ha l'escut del comanador Guillem Brondó, on es llegeix l'any 1683. Segons Joan Fuguet Sans, aquestes dues construccions es troben en la situació original de la vella fortalesa templera, la qual devia disposar-se al voltant d'un pati, com a la comanda de Barbens, que es deu correspondre a l'actual plaça del Castell. El tram de muralla conservat al sud sembla també obra moderna, si bé a dalt de tot presenta dues filades de carreus quadrats, (40 X 50 cm) que podrien correspondre a la refecció de l'any 1377.